# Hull (Iowa)
Hull es una ciudad ubicada en el condado de Sioux en el estado estadounidense de Iowa. En el Censo de 2010 tenía una población de 2175 habitantes y una densidad poblacional de 698,07 personas por km².

## Geografía
Hull se encuentra ubicada en las coordenadas 43°11′24″N 96°7′57″O / 43.19000, -96.13250. Según la Oficina del Censo de los Estados Unidos, Hull tiene una superficie total de 3.12 km², de la cual 3.12 km² corresponden a tierra firme y (0%) 0 km² es agua.

## Demografía
Según el censo de 2010, había 2175 personas residiendo en Hull. La densidad de población era de 698,07 hab./km². De los 2175 habitantes, Hull estaba compuesto por el 92.55% blancos, el 0.37% eran afroamericanos, el 0.55% eran amerindios, el 0.74% eran asiáticos, el 0% eran isleños del Pacífico, el 5.06% eran de otras razas y el 0.74% pertenecían a dos o más razas. Del total de la población el 9.15% eran hispanos o latinos de cualquier raza.